# ICC-profiel

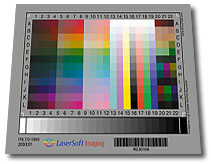
Een ICC-profiel

ICC-profielen zijn numerieke tabellen die de karakteristieken van een in- of uitvoerapparaat bevatten. Ze worden ontworpen volgens de ICC-standaard die wordt opgesteld en verspreid door het International Color Consortium.
Met een ICC-profiel kan het kleurgevoel op meerdere in- of uitvoerapparaten gelijk getrokken worden waardoor de gespecificeerde kleuren er ongeveer hetzelfde uitzien. Een ICC-profiel van een uitvoerapparaat wordt gemaakt met een fotospectraalmeter, een afdruk waar geen kleurbeheer (Engels: color management) is toegepast en software om het profiel samen te stellen.
Een ICC-profiel van een invoerapparaat wordt gemaakt door een referentiekaart op te nemen en met software de verkregen informatie om te zetten in een ICC-profiel. ICC-profielen zijn herkenbaar als bestanden met de extensie .ICC of .ICM. ICC-profielen worden toegepast in bestandsformaten zoals PNG en WebP.